# 磐城棚倉駅
磐城棚倉駅（いわきたなくらえき）は、福島県東白川郡棚倉町大字棚倉字北町にある、東日本旅客鉄道（JR東日本）水郡線の駅である。

## 歴史
白棚鉄道の駅として開業し、その後は鉄道省（国有鉄道）の水郡南線が乗り入れるようになった。
1944年（昭和19年）までは白棚鉄道の後身である白棚線の分岐駅で、戦後の現在はジェイアールバス関東のバス路線「白棚線」の連絡駅となっている。

### 年表
- 1916年（大正5年）11月29日：白棚鉄道の駅として開業[3]。
- 1932年（昭和7年）11月11日：国有鉄道水郡南線が開業し、白棚鉄道に乗り入れを開始[4]。
- 1934年（昭和9年）12月4日：磐城棚倉 - 川東間の開通により、水郡線が全通[5]。
- 1938年（昭和13年）10月1日：白棚鉄道を国が借り入れ[3]。
- 1941年（昭和16年）5月1日：白棚鉄道が国有化。国有鉄道白棚線となる。
- 1944年（昭和19年）12月11日：白棚線が不要不急線として休止[3]。
- 1982年（昭和57年）10月1日：貨物の取り扱いを廃止[4]。
- 1984年（昭和59年）2月1日：荷物の扱いを廃止[4]。
- 1987年（昭和62年）4月1日：国鉄分割民営化により、JR東日本の駅となる[4]。
- 1993年（平成5年）1月25日：みどりの窓口の営業を開始[6]。
- 2018年（平成30年）10月31日：みどりの窓口の営業を終了[7]。
- 2022年（令和4年）3月12日：終日無人化[2]。

## 駅構造
島式ホーム1面2線を有する地上駅となっている。ホームは旅客上屋付きで、駅舎とホームは屋根付きの跨線橋で連絡している。無人駅である（水郡線統括センター〈常陸大子駅〉管理）。無人化される前までは、JR東日本ステーションサービス受託の業務委託駅であった。

### のりば
| 番線 | 路線    | 方向 | 行先               |
| ---- | ------- | ---- | ------------------ |
| 1    | ■水郡線 | 上り | 常陸大子・水戸方面 |
| 2    | ■水郡線 | 下り | 郡山方面           |

- 夜間滞泊の設定がある。

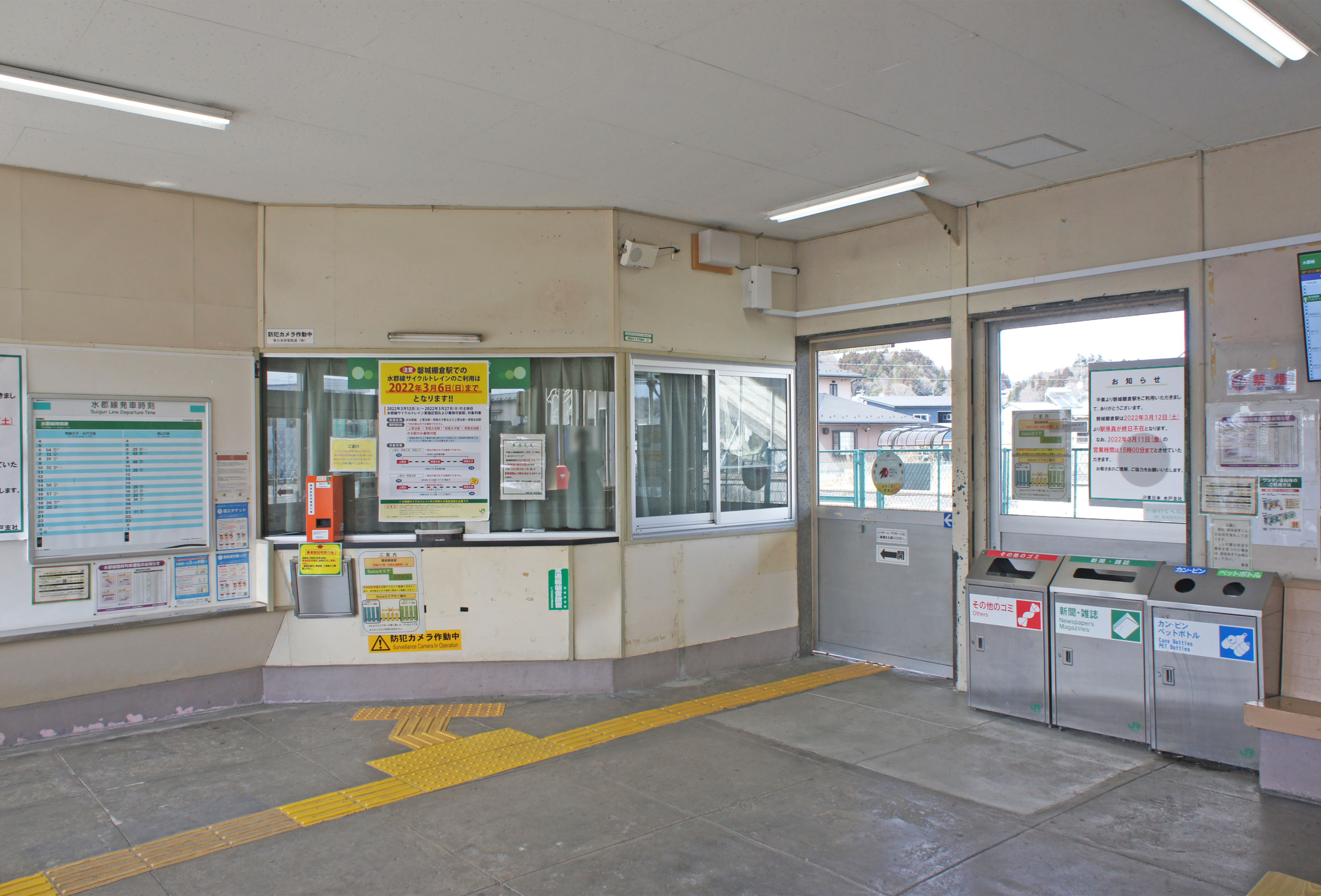
改札口（2022年3月）
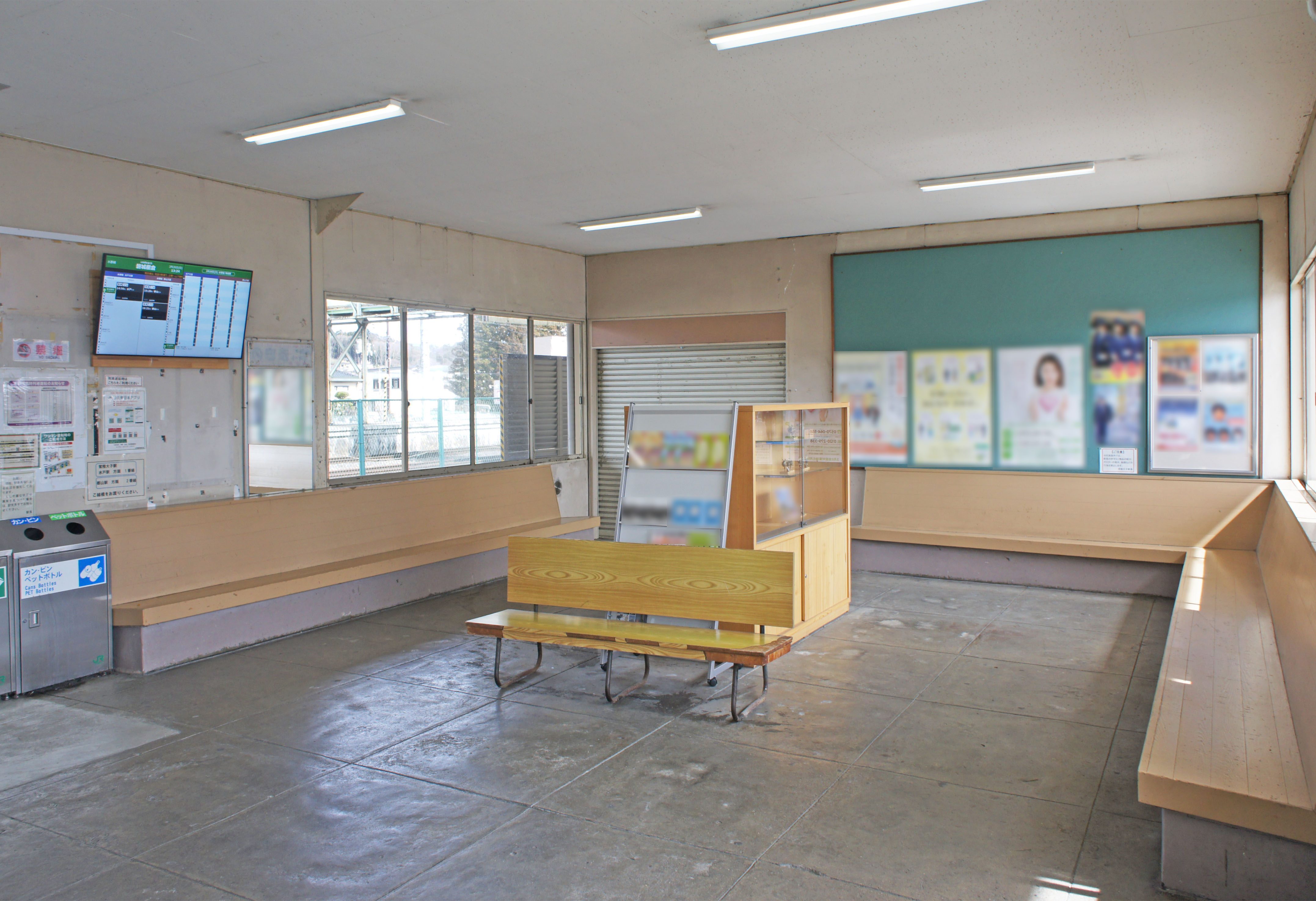
待合室（2022年3月）
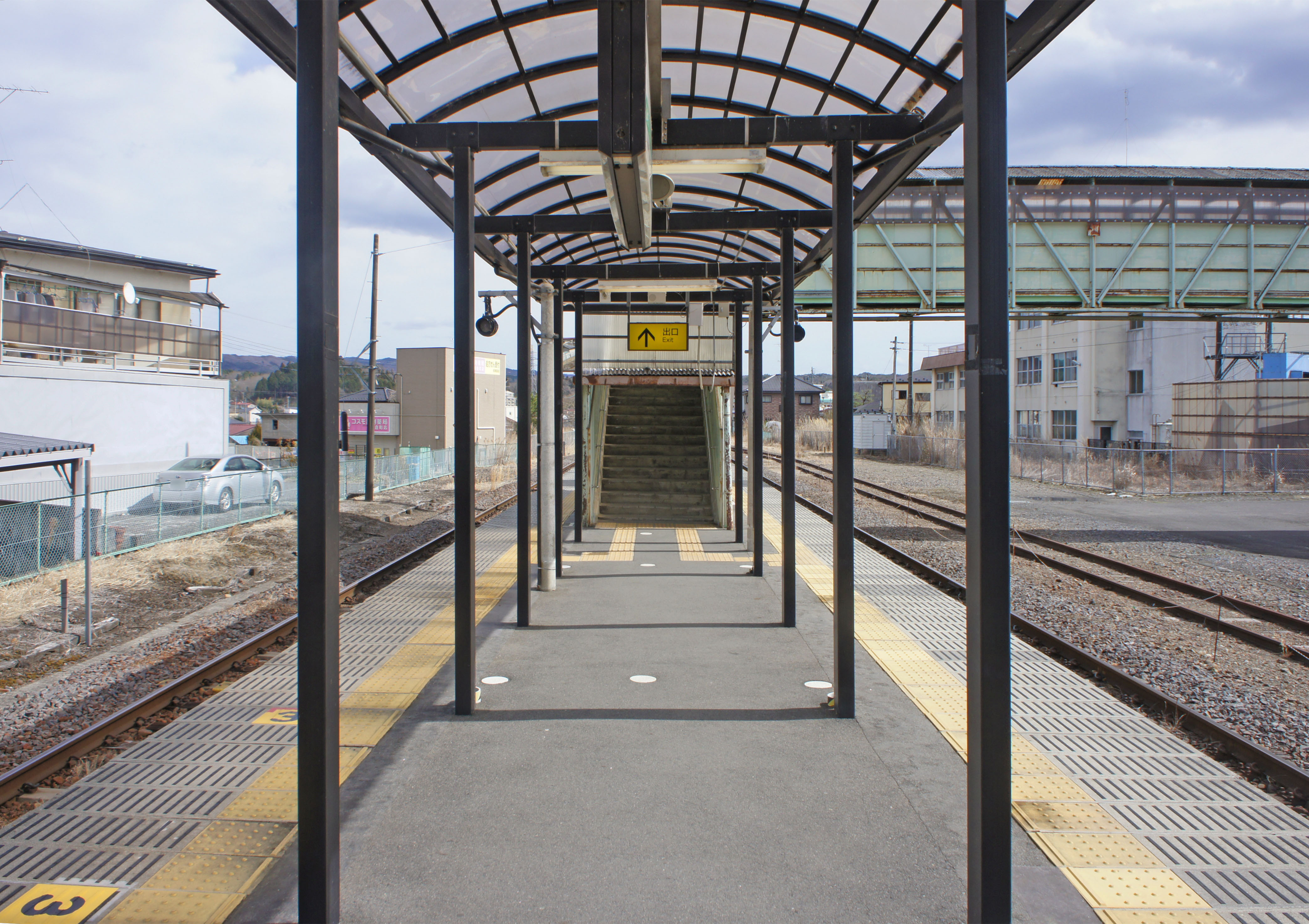
ホーム（2022年3月）

## 利用状況
JR東日本によると、2000年度（平成12年度）- 2020年度（令和2年度）の1日平均乗車人員の推移は以下のとおりであった。
| 1日平均乗車人員推移 | 1日平均乗車人員推移 | 1日平均乗車人員推移 | 1日平均乗車人員推移 | 1日平均乗車人員推移 |
| 年度                | 定期外              | 定期                | 合計                | 出典                |
| ------------------- | ------------------- | ------------------- | ------------------- | ------------------- |
| 2000年（平成12年）  |                     |                     | 375                 | [ 利用客数 1 ]      |
| 2001年（平成13年）  |                     |                     | 302                 | [ 利用客数 2 ]      |
| 2002年（平成14年）  |                     |                     | 238                 | [ 利用客数 3 ]      |
| 2003年（平成15年）  |                     |                     | 213                 | [ 利用客数 4 ]      |
| 2004年（平成16年）  |                     |                     | 210                 | [ 利用客数 5 ]      |
| 2005年（平成17年）  |                     |                     | 194                 | [ 利用客数 6 ]      |
| 2006年（平成18年）  |                     |                     | 198                 | [ 利用客数 7 ]      |
| 2007年（平成19年）  |                     |                     | 201                 | [ 利用客数 8 ]      |
| 2008年（平成20年）  |                     |                     | 218                 | [ 利用客数 9 ]      |
| 2009年（平成21年）  |                     |                     | 190                 | [ 利用客数 10 ]     |
| 2010年（平成22年）  |                     |                     | 190                 | [ 利用客数 11 ]     |
| 2011年（平成23年）  |                     |                     | 180                 | [ 利用客数 12 ]     |
| 2012年（平成24年）  | 49                  | 144                 | 193                 | [ 利用客数 13 ]     |
| 2013年（平成25年）  | 50                  | 134                 | 184                 | [ 利用客数 14 ]     |
| 2014年（平成26年）  | 50                  | 131                 | 182                 | [ 利用客数 15 ]     |
| 2015年（平成27年）  | 49                  | 141                 | 191                 | [ 利用客数 16 ]     |
| 2016年（平成28年）  | 50                  | 157                 | 208                 | [ 利用客数 17 ]     |
| 2017年（平成29年）  | 49                  | 146                 | 195                 | [ 利用客数 18 ]     |
| 2018年（平成30年）  | 41                  | 124                 | 166                 | [ 利用客数 19 ]     |
| 2019年（令和元年）  | 31                  | 116                 | 147                 | [ 利用客数 20 ]     |
| 2020年（令和02年）  | 20                  | 102                 | 122                 | [ 利用客数 21 ]     |

## 駅周辺
- 福島県道25号棚倉鮫川線
- 福島県道177号磐城棚倉停車場線
- 棚倉郵便局
- 棚倉町役場
- 保健福祉センター
- 棚倉町立図書館
- 福島県棚倉合同庁舎
- 棚倉町総合体育館
- 棚倉城跡
- 赤舘城跡
- ヨークベニマル棚倉店

## バス路線
駅ロータリー上にのりばがあり、JRバス関東（白棚線）と鮫川村村営バスの路線が発着している。旧国道118号線上には福島交通「棚倉駅前」停留所がある。

## その他
駅名は「たなくら」と「く」が清音だが、棚倉町の読みは「たなぐら」と濁音である。

## 隣の駅
東日本旅客鉄道（JR東日本）
■水郡線
中豊駅 - 磐城棚倉駅 - 磐城浅川駅

### かつて存在した路線
運輸通信省
白棚線
金沢内駅 - 磐城棚倉駅

### 記事本文
1. 1 2 3  『週刊 JR全駅・全車両基地』 42号 水戸駅・常陸太田駅・高萩駅ほか74駅、朝日新聞出版〈週刊朝日百科〉、2013年6月9日、26頁。
2. 1 2 3  「【鉄路と生きる（39）】第4部 水郡線 自転車と乗車 強みに 無人駅も対象 沿線活性化に期待」『福島民報』2023年5月6日。オリジナルの2023年8月18日時点におけるアーカイブ。2023年8月18日閲覧。
3. 1 2 3  停車場変遷大事典、472頁
4. 1 2 3 4  停車場変遷大事典、442頁
5. ↑  佐久間一輝「SL：水郡線に「C61形」 全線開通80周年記念 12月5〜7日に水戸 - 常陸大子駅間運行」『毎日新聞』2014年7月19日。
6. ↑  「「みどりの窓口」常磐線6駅に開設 JR水戸支社」『交通新聞』交通新聞社、1992年12月18日、3面。
7. ↑  “駅の情報（磐城棚倉駅）：JR東日本”.   東日本旅客鉄道. 2018年10月25日時点のオリジナルよりアーカイブ。2018年10月25日閲覧。
8. ↑  “事業エリアマップ” (PDF).   JR東日本ステーションサービス (2022年2月1日). 2022年3月5日時点のオリジナルよりアーカイブ。2022年4月21日閲覧。
9. 1 2  “JR東日本：駅構内図・バリアフリー情報（磐城棚倉駅）”.   東日本旅客鉄道. 2024年11月20日閲覧。

### 利用状況
1. ↑  “各駅の乗車人員（2000年度）”.   東日本旅客鉄道. 2019年3月1日閲覧。
2. ↑  “各駅の乗車人員（2001年度）”.   東日本旅客鉄道. 2019年3月1日閲覧。
3. ↑  “各駅の乗車人員（2002年度）”.   東日本旅客鉄道. 2019年3月1日閲覧。
4. ↑  “各駅の乗車人員（2003年度）”.   東日本旅客鉄道. 2019年3月1日閲覧。
5. ↑  “各駅の乗車人員（2004年度）”.   東日本旅客鉄道. 2019年3月1日閲覧。
6. ↑  “各駅の乗車人員（2005年度）”.   東日本旅客鉄道. 2019年3月1日閲覧。
7. ↑  “各駅の乗車人員（2006年度）”.   東日本旅客鉄道. 2019年3月1日閲覧。
8. ↑  “各駅の乗車人員（2007年度）”.   東日本旅客鉄道. 2019年3月1日閲覧。
9. ↑  “各駅の乗車人員（2008年度）”.   東日本旅客鉄道. 2019年3月1日閲覧。
10. ↑  “各駅の乗車人員（2009年度）”.   東日本旅客鉄道. 2019年3月1日閲覧。
11. ↑  “各駅の乗車人員（2010年度）”.   東日本旅客鉄道. 2019年3月1日閲覧。
12. ↑  “各駅の乗車人員（2011年度）”.   東日本旅客鉄道. 2019年3月1日閲覧。
13. ↑  “各駅の乗車人員（2012年度）”.   東日本旅客鉄道. 2019年3月1日閲覧。
14. ↑  “各駅の乗車人員（2013年度）”.   東日本旅客鉄道. 2019年3月1日閲覧。
15. ↑  “各駅の乗車人員（2014年度）”.   東日本旅客鉄道. 2019年3月1日閲覧。
16. ↑  “各駅の乗車人員（2015年度）”.   東日本旅客鉄道. 2019年3月1日閲覧。
17. ↑  “各駅の乗車人員（2016年度）”.   東日本旅客鉄道. 2019年3月1日閲覧。
18. ↑  “各駅の乗車人員（2017年度）”.   東日本旅客鉄道. 2019年3月1日閲覧。
19. ↑  “各駅の乗車人員（2018年度）”.   東日本旅客鉄道. 2019年7月21日閲覧。
20. ↑  “各駅の乗車人員（2019年度）”.   東日本旅客鉄道. 2020年7月16日閲覧。
21. ↑  “各駅の乗車人員（2020年度）”.   東日本旅客鉄道. 2021年7月28日閲覧。